# Iwan Dmitrijewitsch Barbaschow
Iwan Dmitrijewitsch Barbaschow (russisch Иван Дмитриевич Барбашёв; englische Transkription: Ivan Dmitrievich Barbashev bzw. Barbashov; * 14. Dezember 1995 in Moskau) ist ein russischer Eishockeyspieler, der seit Februar 2023 bei den Vegas Golden Knights aus der National Hockey League unter Vertrag steht. Zuvor verbrachte der linke Flügelstürmer über sieben Jahre in der Organisation der St. Louis Blues, mit denen er in den Playoffs 2019 den Stanley Cup gewann. Diesen Erfolg wiederholte er 2023 mit den Golden Knights. Sein Bruder Sergei ist ebenfalls Eishockeyspieler.

## Karriere

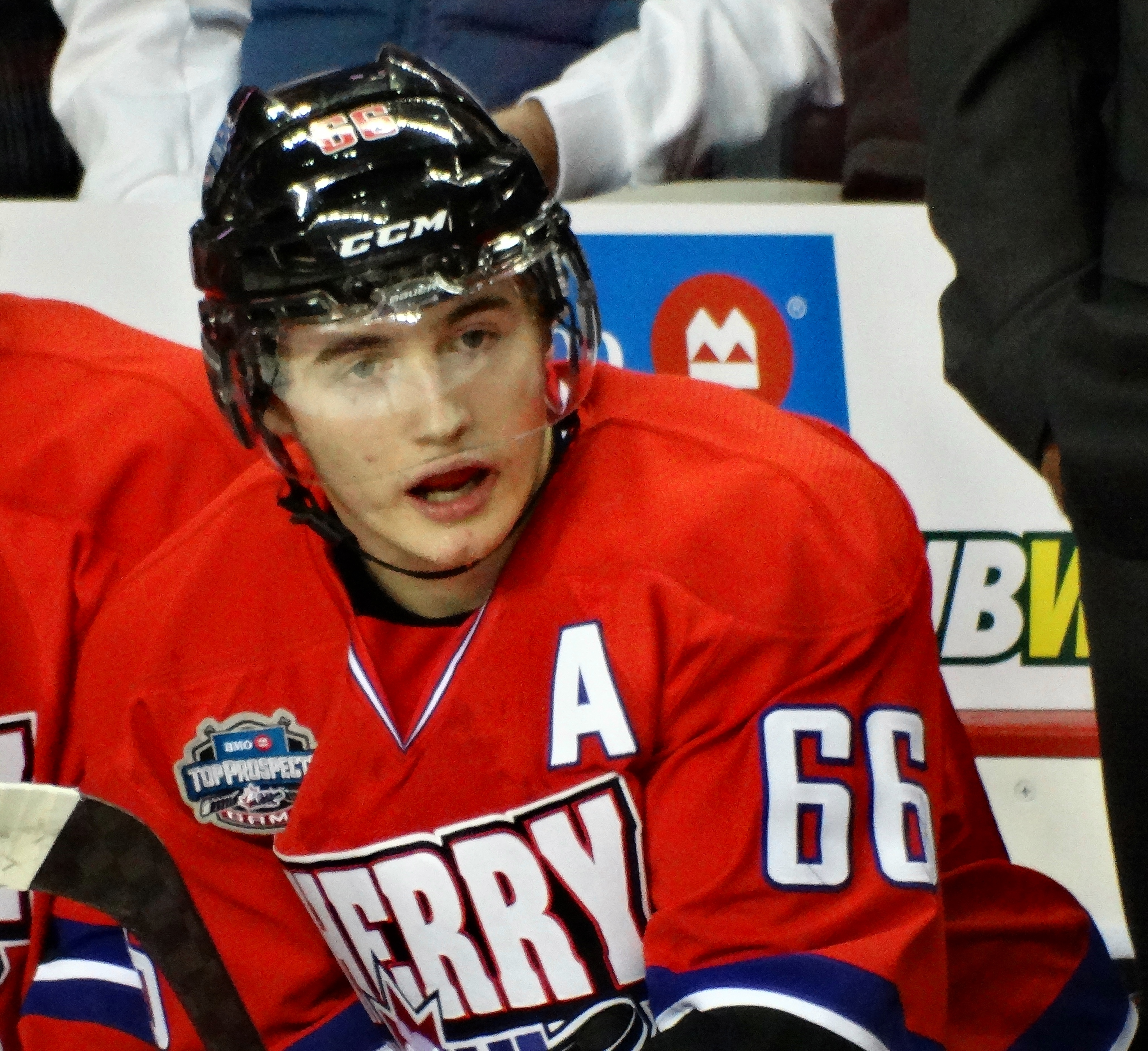
Barbaschow beim CHL Top Prospects Game

Iwan Barbaschow begann seine Karriere als Eishockeyspieler in der Nachwuchsabteilung von HK Dynamo Moskau. Beim CHL Import Draft 2012 wurde er von den Moncton Wildcats als Topdraftpick gezogen. Er spielte insgesamt drei Jahre für das Team aus der Ligue de hockey junior majeur du Québec und wurde 2013 in das Rookie All-Star-Team der Liga gewählt. 2014 nahm er am CHL Top Prospects Game teil. Der Flügelspieler wurde im NHL Entry Draft 2014 in der zweiten Runde als insgesamt 33. Spieler von den St. Louis Blues aus der National Hockey League ausgewählt.
Im Juli 2014 wurde er von den St. Louis Blues per Dreijahres-Einstiegsvertrag verpflichtet und ist seit Beginn der Spielzeit 2015/16 für deren Farmteam, die Chicago Wolves, in der American Hockey League aktiv. Am 26. Januar 2017 debütierte Barbaschow in der NHL. In der Partie gegen die Ottawa Senators am 7. Februar 2017 schoss er sein erstes Tor in der NHL.
Im Laufe der Saison 2017/18 etablierte sich der Angreifer im NHL-Aufgebot der Blues und gewann mit ihnen in den Playoffs 2019 den Stanley Cup. In der Spielzeit 2021/22 steigerte er seine persönliche Statistik deutlich auf 60 Punkte aus 81 Partien.
Nach über sieben Jahren in deren Organisation jedoch gaben ihn die Blues im Februar 2023 an die Vegas Golden Knights ab und erhielten im Gegenzug den Nachwuchsspieler Zach Dean. Mit den Golden Knights errang er in den Playoffs 2023 seinen zweiten Stanley Cup, den ersten der noch jungen Franchise-Geschichte. Anschließend unterzeichnete er im Juni 2023 einen neuen Fünfjahresvertrag mit einem Gesamtvolumen von 25 Millionen US-Dollar in Las Vegas.

### International
Für Russland nahm Barbaschow im Juniorenbereich an der World U-17 Hockey Challenge 2012, dem Ivan Hlinka Memorial Tournament 2012, der U18-Junioren-Weltmeisterschaft 2013 sowie den U20-Junioren-Weltmeisterschaften 2014 und 2015 teil.

## Erfolge und Auszeichnungen
- 2013 LHJMQ All-Rookie Team
- 2014 Teilnahme am CHL Top Prospects Game
- 2019 Stanley-Cup-Gewinn mit den St. Louis Blues
- 2023 Stanley-Cup-Gewinn mit den Vegas Golden Knights

### International
- 2012 Goldmedaille bei der World U-17 Hockey Challenge
- 2014 Bronzemedaille bei der U20-Junioren-Weltmeisterschaft
- 2015 Silbermedaille bei der U20-Junioren-Weltmeisterschaft

## Karrierestatistik
Stand: Ende der Saison 2024/25

### International
Vertrat Russland bei:
| - World U-17 Hockey Challenge 2012 - Ivan Hlinka Memorial Tournament 2012 - U18-Junioren-Weltmeisterschaft 2013 | - U20-Junioren-Weltmeisterschaft 2014 - U20-Junioren-Weltmeisterschaft 2015 |

(Legende zur Spielerstatistik: Sp oder GP = absolvierte Spiele; T oder G = erzielte Tore; V oder A = erzielte Assists; Pkt oder Pts = erzielte Scorerpunkte; SM oder PIM = erhaltene Strafminuten; +/− = Plus/Minus-Bilanz; PP = erzielte Überzahltore; SH = erzielte Unterzahltore; GW = erzielte Siegtore; 1 Play-downs/Relegation; Kursiv: Statistik nicht vollständig)